# Most Umberto I.
Most Umberto I. (tal. Ponte Umberto I) je stari kameni most s kraja 19. stoljeća koji preko rijeke Tiber premošćuje rimske trgove Piazza di Ponte Umberto I. i Piazza dei Tribunali u rajonima Ponte odnosno Prati. Time je Piazza Navona povezana s Palačom Pravde (popularno znanom kao Palazzaccio).
Most je dizajnirao talijanski arhitekt Angelo Vescovali a njegova gradnja je započela 1885. te je trajala sljedećih deset godina. Nazvan je u čast talijanskom kralju Umbertu I. koji ga je svečano otvorio 22. rujna 1895. zajedno sa suprugom, Margaritom Savojskom.

## Vanjske poveznice
- Armando Ravaglioli: Roma anno 2750 ab Urbe condita. Storia, monumenti, personaggi, prospettive. Rome: Tascabili Economici Newton, 1997., ISBN 88-8183-670-X.
- Claudio Rendina: Enciclopedia di Roma. Newton Compton Editori. ISBN 88-541-0304-7.
- Ponte Umberto I